# Saltipedis floccus
Saltipedis floccus is een naaldkreeftjessoort uit de familie van de Parapseudidae. De wetenschappelijke naam van de soort is voor het eerst geldig gepubliceerd in 2012 door Blazewicz-Paszkowycz & Bamber.